# Шепетівка (вагонне депо)
Вагонне депо́ «Шепетівка» (ВЧД-6) — одне з 7 вагонних депо Південно-Західної залізниці. Розташоване біля однойменної станції.

## Основний профіль депо та можливі послуги
- деповський та капітальний ремонт вагонів власності УЗ;
- деповський та капітальний ремонт приватних вагонів.